# Beata Mijakowska
Beata Mijakowska, z d. Sromek (ur. 6 października 1969 w Bielsku-Białej) – polska siatkarka, mistrzyni i reprezentantka Polski.

## Kariera sportowa
Jest wychowanką BKS Stal Bielsko-Biała. Do rozgrywek I-ligowych pierwszy raz została zgłoszona w sezonie 1986/1987, ale nie wystąpiła w żadnym spotkaniu. W sezonie 1987/1988 zagrała w trzech spotkaniach, mając tym samym udział w zdobyciu tytułu mistrza Polski. Po sezonie odeszła do Azotów Chorzów, w których występowała do 1994, kolejno w II lidze (1988–1991), serii B (1991–1993) i serii A (1993/1994) I ligi. W latach 1994–1998 ponownie występowała w BKS Stal, zdobywając mistrzostwo Polski w 1996, wicemistrzostwo Polski w 1995 i brązowy medal mistrzostw Polski w 1997. W sezonie 1998/1999 była zawodniczką Pałacu Bydgoszcz, w latach 1999–2003 Wisły Kraków, w sezonie 2003/2004 Dauphines Charleroi, z którym zdobyła brązowy medal mistrzostw Belgii. Jej ostatnim klubem był II-ligowy PLKS Pszczyna (2004–2006).
W latach 1994–1995 wystąpiła 34 razy w reprezentacji Polski seniorek.